# София Магдалена фон Залм-Райфершайд
София Магдалена фон Залм-Райфершайд (на немски: Sophia Magdalena von Salm-Reifferscheidt; * 17 февруари или 17 юни 1649, Бедбург; † 14 май 1675, Венеция) е графиня от Залм-Райфершайт и чрез женитба ландграфиня на Хесен-Ванфрид.

## Живот
Тя е дъщеря на алтграф Ерих Адолф фон Залм-Райфершайт (* 1 февруари 1619; † 18 април 1678) и първата му съпруга графиня Магдалена фон Хесен-Касел (* 25 август 1611, Касел; † 12 февруари 1671), дъщеря на ландграф Мориц фон Хесен-Касел (1572 – 1632) и графиня Юлиана фон Насау-Диленбург (1587 – 1643). Баща ѝ Ерих Адолф се жени втори път на 24 юни 1671 г. за графиня Ернестина Барбара фон Льовенщайн-Вертхайм-Рошефорт (1655 – 1698).
София е канонеса в Елтен ок. 1657 г. и в Торн-Канонес в Есен (1657 – 1667). Тя е сгодена на 13 декември 1668 г. и се омъжва на 24 януари 1669 в Бедбург за втория си братовчед ландграф Карл фон Хесен-Ванфрид (* 19 юли 1649; † 3 март 1711), вторият син на ландграф Ернст I фон Хесен-Рейнфелс-Ротенбург (1623 – 1693) и първата му съпруга му графиня Мария Елеонора фон Золмс-Хоензолмс (1632 – 1689).
София Магдалена умира при раждане на 26 години на 14 май 1675 г. на път за Венеция, Италия, и е погребана там. Карл фон Хесен-Ванфрид се жени втори път на 4 юни 1678 г. за Александрина Юлиана Лайнинген-Дагсбург (1651 – 1703).

## Деца
София Магдалена и Карл фон Хесен-Ванфрид (* 19 юли 1649; † 3 март 1711) имат децата:
- Карл Ернст Адолф (* 8 октомври 1669; † 15 декември 1669)
- Мария Елеонора Анна (* 13 октомври 1670; † 17 февруари 1671)
- Йохан Фридрих Вилхелм II Млади (* 25 август 1671; † 1 април 1731), ландграф на Хесен-Ванфрид-(Рейнфелс) (1711 – 1731), женен на 19 септември 1719 г. в Зулцбах за принцеса Ернестина Теодора фон Пфалц-Зулцбах (1697 – 1775)
- Фридрих (* 17/24 май 1673; † 14/25 октомври 1692), домхер в Кьолн, умира при посещение на епископа от Рааб в Унгария
- Филип (* 12 юни 1674; † 28 август/4 ноември 1694), умира в Камбиано при Торино
- дъщеря (*/† 14 май 1675, Венеция)